# Third Party (álbum)
Third Party es un álbum de estudio colaborativo del dúo estadounidense de producción de hip hop Blue Sky Black Death y el cantante Alexander Chen. Fue lanzado por Fake Four Inc. en 2010.

## Lista de canciones
| N.º | Título            | Duración |  |
| 1.  | «Carl Sagan»      | 4:54     |  |
| 2.  | «Absentee»        | 3:58     |  |
| 3.  | «Call to Arms»    | 5:21     |  |
| 4.  | «Set Fire»        | 2:37     |  |
| 5.  | «Institution»     | 5:57     |  |
| 6.  | «Cynic's Cough»   | 4:45     |  |
| 7.  | «Slow Years»      | 2:26     |  |
| 8.  | «Rerun»           | 4:35     |  |
| 9.  | «Threads of Gold» | 3:29     |  |
| 10. | «Scandal»         | 6:05     |  |